# Todesopfer rechtsextremer Gewalt in der Bundesrepublik Deutschland

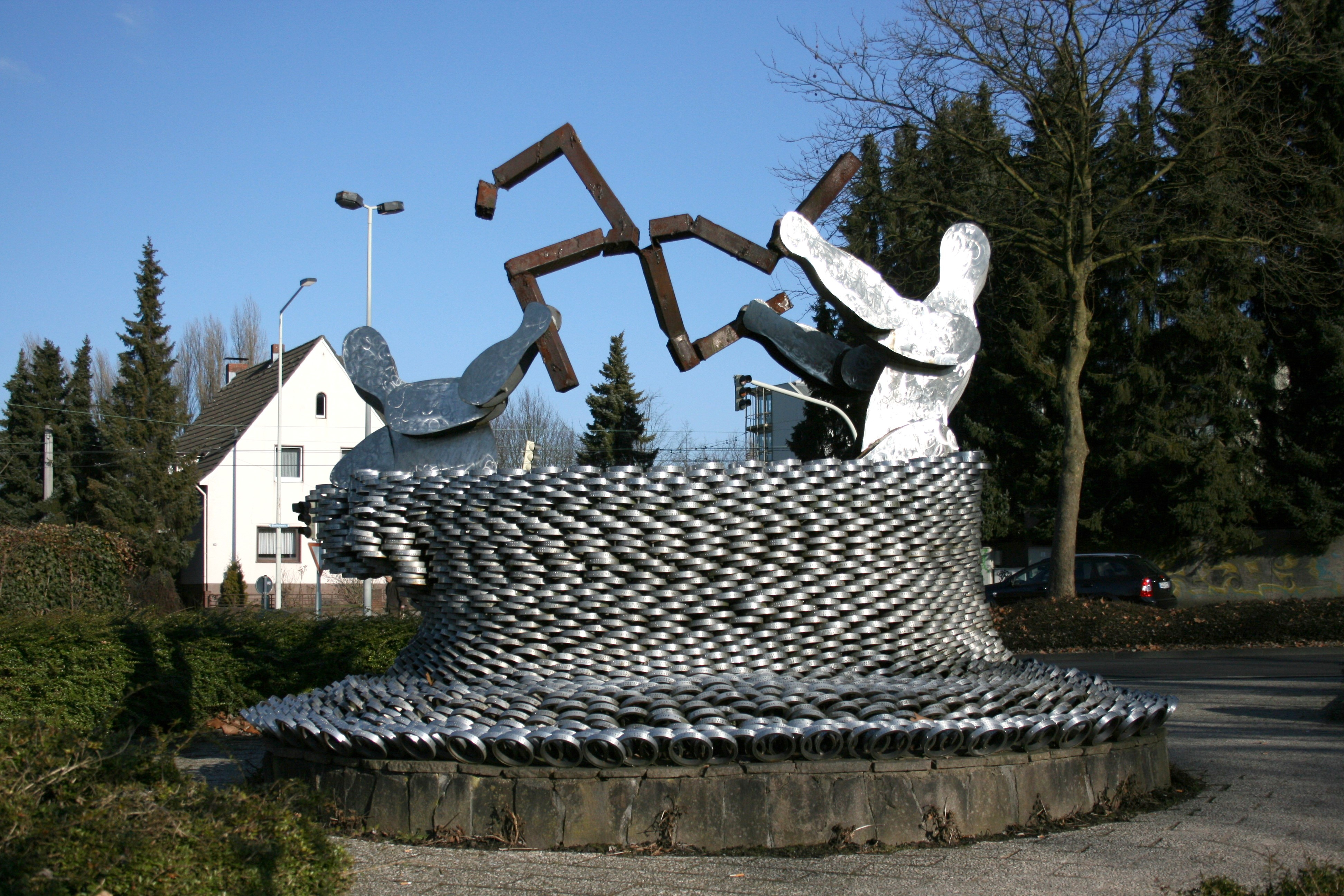
Mahnmal des Mordanschlags von Solingen, 29. Mai 1993

Todesopfer rechtsextremer Gewalt in der Bundesrepublik Deutschland gibt es seit deren Gründung. Bis 1990 wurden sie staatlich nicht gesondert erfasst. Das Bundeskriminalamt (BKA) registrierte rechtsextreme Tatmotive bei Tötungsdelikten erst seit 1990 als „Hasskriminalität“ gegen bestimmte Opfergruppen, etwa Ausländer, Behinderte, Homosexuelle, Obdachlose oder Spätaussiedler. Seit den rechtsextremen Mordanschlägen auf Asylbewerber und Türkeistämmige in Deutschland ab 1990 begannen Opferschutzinitiativen, die Zahlen dieser Angriffe und ihrer Opfer zu registrieren. Diese Taten wurden nun stärker als gesamtgesellschaftliches Problem und nicht mehr nur als Randphänomen erkannt und erforscht.
Wegen intensiver Kritik an der mangelhaften Erfassung rechtsextremer Gewalttaten führte das BKA 2001 ein „Definitionssystem Politisch motivierte Kriminalität“ (PMK-System) ein. Dieses weist nach wie vor erhebliche Methodenprobleme, Schwachstellen und Lücken auf. Darum ist die Gesamtzahl der Todesopfer rechter Gewalt, die auch Täter ohne manifest rechtsextremes Weltbild umfasst, zwischen staatlichen und nichtstaatlichen Stellen weiterhin stark umstritten.
Bis Dezember 2020 erkannte die Bundesregierung 113 seit 1990 in Deutschland getötete Personen als Opfer von rechtsextrem motivierten Tötungsdelikten an. Verschiedene unabhängige Recherchen fanden jedoch ab 1990 kontinuierlich weit mehr solche Todesopfer. Die Gesamtzahlen reichen von mindestens 187 (bis Ende September 2020) über 219 (bis Ende 2021) oder 251 (bis Oktober 2020; 315 seit 1970) bis hin zu 311 (bis 2022). Hinzu kommen bis zu 102 Verdachtsfälle und eine hohe Dunkelziffer von möglichen rechtsextremen Tötungen.

## Erfassung

### Defizite des PMK-Systems
Von 1949 bis 1990 erfassten Staatsbehörden rechtsextreme Tötungsdelikte in der Bundesrepublik nicht gesondert und stuften sie oft als Einzelfälle ohne politische Mordmotive ein. Erst seit dem Oktoberfestattentat und Erlanger Doppelmord (beide 1980) wurde der Rechtsterrorismus in der Bundesrepublik stärker beachtet. Doch die Opfer wurden auch später nicht in staatliche Listen aufgenommen. Auch seit der deutschen Wiedervereinigung 1990 gibt die Bundesregierung keine regelmäßigen offiziellen Statistiken zu Tathergängen, Tatmotiven und Tatorten solcher Delikte heraus. Ihre Angaben zu den Todesopfern erfolgen oft erst auf parlamentarische Nachfragen.
Die staatlichen Zahlenangaben liegen bisher weit unter denen, die spezialisierte Opferberatungsstellen und bundesweite Printmedien ermittelten. Als Hauptursachen dafür gelten:
- Bis 2001 definierten deutsche Polizeibehörden nur staatsfeindliche, gegen die Freiheitlich Demokratische Grundordnung gerichtete Straftaten als rechtsextrem. Opfer rassistischer Gewalttaten wurden statistisch nicht gesondert erfasst. Dies sollte das 2001 eingeführte PMK-System ändern.
- Danach muss ein rechtsextremes Tätermotiv „tatauslösend“ wirken. Wenn es die Gewalt nur begleitet oder eskaliert, zählt der Fall staatlich nicht als rechtsextreme Gewalttat.
- Lokale Polizeibehörden entscheiden, ob eine Gewalttat politisch motiviert ist und somit an die PMK-Statistik des jeweiligen Landeskriminalamts (LKA) gemeldet wird.
- Die LKAs wenden das PMK-System verschieden an, weil das Problembewusstsein zum Thema Rechtsextremismus je nach Bundesland verschieden ausgeprägt ist.[10]
- Das PMK-System berücksichtigt als Eingangsstatistik nur die anfangs polizeilich festgestellten Tatumstände, nicht spätere Ermittlungsergebnisse. Eine systematische Verlaufsstatistik rechter Gewalttaten bis zu rechtsgültigen Strafurteilen fehlt.

Der erste NSU-Untersuchungsausschuss des Bundestags attestierte dem PMK-System 2013 daher „große Schwächen“, die sich „exemplarisch an der Debatte um die Anerkennung der Todesopfer rechter Gewalt seit 1990“ zeigten, und forderte dringend „einen verbindlichen gegenseitigen Informationsaustausch zwischen Polizei und Justiz“ und zumindest bei PMK-Gewaltdelikten eine Verlaufsstatistik. Er griff damit jahrzehntelange Forderungen von Kriminologen, Soziologen und Opferschutzinitiativen auf. Die Bundesregierung reformierte das PMK-System ab 2001 mehrmals, ergänzte den Themenkatalog politischer Straftaten und die Merkmale politischer Tatmotive. 2017 forderte eine Fußnote im Gesetzestext erstmals, bei der Würdigung der Tatumstände „auch die Sicht der/des Betroffenen mit einzubeziehen“. Dennoch stuften manche LKAs eindeutige Todesopfer rechter Gewalt weiter gar nicht oder verspätet als solche ein, selbst wenn rechtskräftige Urteile dazu vorlagen. Das BKA erhielt Gerichtsakten zu abgeschlossenen PMK-Strafverfahren oft erst viel später. Obwohl die unabhängigen Initiativen rechtsmotivierte und rassistische Gewalt wie das PMK-System definieren, registrierten sie auch 2017 rund ein Drittel mehr rechte Gewalttaten als die Staatsbehörden. Sie forderten daher:
- die Opferperspektive von Anfang an einzubeziehen, um eine wirksame Strafverfolgung überhaupt zu ermöglichen,
- den irreführenden Tatmerkmalsbegriff „Fremdenfeindlichkeit“ durch den Begriff „Rassismus“ zu ersetzen,
- alle mit dem PMK-System befassten Polizisten zu schulen,
- die Leitungsebenen ihrer Behörden zur bundesweiten Umsetzung des PMK-rechts-Katalogs zu verpflichten,
- diesen rückwirkend auf alle von Medien und Zivilgesellschaft recherchierten Tötungsdelikte seit 1990 anzuwenden,
- die Geheimhaltung des PMK-Themenkatalogs aufzuheben.[11]

Der Verein Opferperspektive sah 2017 weiterhin ein „Wahrnehmungsproblem“ bei den Polizeibehörden und fehlendes Interesse, rechtsextreme Verdachtsfälle richtig einzuordnen. Die Amadeu Antonio Stiftung (AAS) kritisierte, dass das BKA nur Taten in die PMK-Statistik aufnehme, für die eine gefestigte rechtsextreme Tätergesinnung als „tatauslösend und tatbestimmend“ nachweisbar sei, und so weder die Perspektive von Angehörigen und Zeugen noch sozialdarwinistische oder rassistische Tatmotive von „Alltagsrassisten aus der Mitte der Gesellschaft“ angemessen erfasse.

### Überprüfung von Verdachtsfällen
Im Jahr 2000 führte das BKA nur 22 Opfer rechtsextremer Gewalt in seiner Statistik. Dagegen veröffentlichten die Zeitungen Frankfurter Rundschau und Der Tagesspiegel damals 93 solche Todesfälle. Infolge dieser Recherchen und parlamentarischer Anfragen dazu erhöhte die Bundesregierung die Zahl der anerkannten Todesopfer im Sommer 2000 auf 38, bis 2009 auf 46, bis 2012 auf 58. Darunter waren nun die zehn Mordopfer der Terrororganisation Nationalsozialistischer Untergrund (NSU), ein neues und zwei nachgemeldete Opfer.
Nach Bekanntwerden der NSU-Morde 2011 veranlasste das Bundesinnenministerium (BMI) eine Überprüfung von 3300 bislang unaufgeklärten Tötungen und Tötungsversuchen auf mögliche rechtsextreme Tatmotive. Die Prüfung oblag dem Gemeinsamen Abwehrzentrum gegen Rechtsextremismus/Rechtsterrorismus (GAR). Dabei fanden BKA und LKAs bis zum 4. Dezember 2013 in 746 Fällen mit 849 Todesopfern Anhaltspunkte für mögliche rechte Tatmotive. Diese Fälle schlossen 137 Fälle der von Medien recherchierten Opferlisten ein. Sie sollten daher weiter geprüft werden.
Viele Bundesländer überprüften jedoch bisher keine oder nur einige Altfälle. Die Länder Brandenburg und Berlin beauftragten dazu externe Forschungsinstitute; das Land Thüringen beabsichtigte dies ebenfalls. Das Moses Mendelssohn Zentrum für europäisch-jüdische Studien (MMZ) bildete einen Expertenkreis für Brandenburg, der Einblick in Polizei- und Ermittlungsakten sowie manche Gerichtsurteile erhielt. Bis 2015 wertete er 24 nicht im PMK-System erfasste und neun erfasste Fälle neu aus. Nur in vier davon ließen sich rechtsextreme Tatmotive oder Tätereinstellungen ausschließen. Eine Expertengruppe an der Technischen Universität Berlin fand in sechs von neun untersuchten Todesfällen rechtsextreme Motive. Daraufhin nahm die Berliner Polizei die sechs Fälle im Mai 2018 nachträglich in ihre PMK-rechts-Statistik auf. Im Juni 2022 erkannte das Innenministerium von Nordrhein-Westfalen drei Tötungen von 2003 nachträglich als rechtsextreme Morde an und veranlasste eine Überprüfung von 30 Verdachtsfällen.
Bis 2015 erkannten BKA und LKAs nur 15 der 746 seit 2011 entdeckten Verdachtsfälle als aus rechtsextremen Motiven getötete Opfer an. Zwei neue Fälle kamen hinzu. Daher korrigierte das BMI die Opferzahl im Juli 2015 von 58 auf 75. Im Juni 2018 nannte die Bundesregierung auf parlamentarische Nachfrage 83 Todesopfer rechtsextremer Gewalt seit 1990. Der Kriminologe Tobias Singelnstein hielt eine bundesweit doppelt so hohe tatsächliche Opferzahl für möglich. Er mahnte, ohne die Medienrecherchen würde die Zahlendiskrepanz noch viel größer ausfallen, und forderte eine unabhängige wissenschaftliche Untersuchung aller Verdachtsfälle in allen Bundesländern und ein besseres Meldesystem zwischen Länderpolizeien, Justiz und BKA bei rechtsextrem motivierten Tötungsdelikten.
Die Wochenzeitung Die Zeit übernahm die gemeinsame Opferchronik der Frankfurter Rundschau und des Tagesspiegels und ergänzt sie fortlaufend. Bereits 2000 kam ihr gemeinsames Langzeitrechercheprojekt auf 93, bis Mai 2008 auf 135, bis September 2010 auf 137, bis Mai 2012 auf 149, bis Juni 2015 auf 156, bis 2018 auf mindestens 169, bis Ende September 2020 auf mindestens 187 Todesopfer rechtsextremer Gewalt seit 1990 sowie 64 Verdachtsfälle. Somit bestätigten diese Recherchen die Annahme von Tobias Singelnstein.
Im September 2020 erkannte die Bundesregierung 109 Todesfälle als Opfer rechtsextremer Taten an. Das Recherchekollektiv kritisierte diese Regierungszahl als Ergebnis einer „gefährlichen Ignoranz“, vor allem gegenüber nicht organisierten rechtsextremen Tätern, und verwies auf mindestens 78 weitere, sehr wahrscheinlich rechtsextrem motivierte Tötungen seit 1990.
Die Initiativen Mut gegen rechte Gewalt und Netz gegen Nazis (heute Belltower.News), der Verein Pro Asyl, der Opferfonds Cura und regionale Opferberatungsstellen fanden bei ihren eigenen Prüfungen etliche Verdachtsfälle rechtsextremer Tötungsdelikte und nahmen sie in ihre Chroniken auf. Auch diese stützen sich weitgehend auf polizeilich erfasste Strafanzeigen. Die Amadeu Antonio Stiftung führt die Angaben dieser Initiativen zusammen. Ihre bundesweite Todesopferliste wird ständig aktualisiert und berücksichtigt sowohl Taten von eindeutigen Rechtsextremen als auch Tötungsdelikte, „bei denen eine sozialdarwinistische und rassistische/rechte Motivation mindestens eine tatbegleitende bis tateskalierende Rolle gespielt haben.“ Seit Dezember 2022 nennt sie 219 Todesopfer seit 1990 und 16 Verdachtsfälle.
Der Autor Thomas Billstein und der Historiker Harry Waibel fanden bei ihren Recherchen in Zeitungsarchiven, bei Opferangehörigen, Opferschutzinitiativen und Antifagruppen viele weitere Verdachtsfälle, etwa unter namentlich unbekannten Obdachlosen und Migranten.

### Statistiken
Die bekannten Todesopfer von 1970 bis 2023 verteilen sich wie folgt auf die Einzeljahre:
| Jahr | Opfer |
| ---- | ----- |
| 1970 | 1     |
| 1971 |       |
| 1972 |       |
| 1973 |       |
| 1974 | 1     |
| 1975 |       |
| 1976 |       |
| 1977 |       |
| 1978 |       |
| 1979 | 3     |
| 1980 | 17    |
| 1981 | 2     |
| 1982 | 6     |
| 1983 |       |
| 1984 | 9     |
| 1985 | 2     |
| 1986 | 2     |
| 1987 | 3     |
| 1988 | 4     |
| 1989 | 3     |
| 1990 | 7     |
| 1991 | 12    |
| 1992 | 32    |
| 1993 | 20    |
| 1994 | 19    |
| 1995 | 7     |
| 1996 | 18    |
| 1997 | 13    |
| 1998 | 2     |
| 1999 | 13    |
| 2000 | 16    |
| 2001 | 12    |
| 2002 | 7     |
| 2003 | 14    |
| 2004 | 3     |
| 2005 | 5     |
| 2006 | 3     |
| 2007 | 4     |
| 2008 | 8     |
| 2009 | 1     |
| 2010 | 2     |
| 2011 | 2     |
| 2012 | 4     |
| 2013 | 1     |
| 2014 | 2     |
| 2015 | 1     |
| 2016 | 13    |
| 2017 | 3     |
| 2018 | 3     |
| 2019 | 3     |
| 2020 | 12    |
| 2021 | 8     |
| 2022 | 0     |
| 2023 | 2     |

Somit gab es seit 1984 mit Ausnahme des Jahres 2022 jedes Jahr mindestens ein rechtsextremes Tötungsdelikt, enorme Anstiege um 1980, erneut 1990 bis 1997, 1999 bis 2003 sowie 2016 (Olympiazentrum München) und 2020 (Hanau). In 13 Jahren bisher waren die Opferzahlen zweistellig.
In 225 Fällen seit 1970 stellten Ermittler den oder die Täter fest. 114 dieser Taten (51 %) verübten drei oder mehr Personen, 40 Taten (18 %) je zwei, 71 Taten (31 %) je ein Täter. Gut zwei Drittel dieser Tötungsdelikte waren also Gruppentaten. Bis 2010 waren die Täter meist in rechtsextremen Parteien, Strukturen oder Subkulturen verankert. Erst seit 2016 verübten Einzelne Massenmorde, die ihre Motive aus rechten Internet-Netzwerken bezogen und Behörden zuvor nicht aufgefallen waren. 258 (98 %) von 263 bekannten Tätern waren Männer, und zwar bei einem geschätzten Frauenanteil von 20 % (2020) an den deutschen Rechtsextremen. Rund 80 % der bekannten Täter waren zur Tatzeit höchstens 30, rund 50 % zwischen 14 und 23 Jahre alt. Rechtsextreme Tötungen sind also weit überwiegend Gewalttaten junger Männer. Auch ihre Opfer waren zu 79,4 % männlich. Als mögliche Gründe dafür gelten das rechtsextreme patriarchale Weltbild, das schwere Angriffe auf Frauen eher verpönt, und der größere Anteil von Männern bei typischen Opfergruppen, etwa Obdachlosen. 147 Tötungen wurden aus rassistischen Motiven begangen und forderten dann meist mehrere Opfer, ebenso Tötungen bei Sportereignissen. 43 sozialdarwinistisch und 41 aus politischer Gegnerschaft motivierte Fälle trafen meist Einzelne, etwa Obdachlose, Antifaschisten oder Polizisten. Die meisten der 226 angeklagten Täter wurden letztinstanzlich wegen Körperverletzung mit Todesfolge oder Totschlag, nicht wegen Mordes verurteilt, 78 mal zu Haft von maximal sechs Jahren. 32 der übrigen 135 verurteilten Täter erhielten eine lebenslange Freiheitsstrafe, vier davon mit folgender Sicherungsverwahrung, je 35 erhielten acht oder 12 Jahre, 20 erhielten 15 Jahre Haft. Neun Täter wurden freigesprochen, etwa wegen widersprüchlicher Zeugenaussagen oder einer angenommenen Notwehrsituation.

### Dunkelziffer
Die Opferinitiativen gehen von einer hohen Dunkelziffer weiterer Todesopfer rechtsextremer Gewalt aus, etwa unter Wohnungs- und Obdachlosen sowie nicht gemeldeten Migranten. Zur Dunkelziffer gehören auch durch Polizisten erschossene oder in Abschiebehaft oder Polizeihaft getötete und gestorbene Menschen. In vielen dieser Todesfälle sind eine rassistische Tatmotivation oder Tateskalation durch beteiligte Polizisten möglich und naheliegend. Die zum Tod führenden Vorgänge werden jedoch nur selten von Unbeteiligten beobachtet, kaum von anderen Polizisten angezeigt und strafverfolgt. Daher bleiben sie meist unaufgeklärt. Laut Recherchen von Ingrid Müller-Münch (2019/2020) erschossen deutsche Polizeibeamte aus Antiziganismus zwischen 1945 und 1980 fünf Roma. Bis 1. August 2023 dokumentierte die Initiative Death in Custody 233 unaufgeklärte Todesfälle von Migranten, People of Colour oder Juden in deutschem Polizeigewahrsam seit 1990.

## Die Opfer

### Chronik
Die folgende chronologische Liste enthält neben den staatlich anerkannten Fällen (unmarkiert) auch Fälle, bei denen rechtsextreme Tatmotive und/oder ein rechtsextremes Weltbild der Täter durch staatliche Ermittlungen und/oder nichtstaatliche Recherchen nachgewiesen sind (gelb markiert), sowie Verdachtsfälle, bei denen rechtsextreme Tatmotive möglich sind (blau markiert). Die Einordnung folgt den aktuellsten Hauptbelegen. Die Liste enthält auch Opfer rechtsextremer Ausländer und früherer DDR-Bürger sowie innerhalb der rechtsextremen Szene Getötete.
| Todesdatum                                                                   | Tatort                              | Name                               | Alter    | Belege |
| ---------------------------------------------------------------------------- | ----------------------------------- | ---------------------------------- | -------- | --- |
| 22. Juni 1966                                                                | Dorfen                              | Andreas Ostermeier                 | 63       | [ 43 ] |
| Brandanschlag auf das Altenheim der Israelitischen Kultusgemeinde in München |                                     |                                    |          | |
| 13. Februar 1970                                                             | München                             | Rivka Regina Becher                | 59       | [ 44 ] |
| 13. Februar 1970                                                             | München                             | Meir Max Blum                      | 71       | [ 44 ] [ 45 ] |
| 13. Februar 1970                                                             | München                             | Rosa Drucker                       | 59       | [ 44 ] |
| 13. Februar 1970                                                             | München                             | Arie Leib Leopold Gimpel           | 50       | [ 44 ] |
| 13. Februar 1970                                                             | München                             | David Jakubowicz                   | 60       | [ 44 ] |
| 13. Februar 1970                                                             | München                             | Siegfried Offenbacher              | 71       | [ 44 ] |
| 13. Februar 1970                                                             | München                             | Eliakim Georg Pfau                 | 63       | [ 44 ] |
|                                                                              |                                     |                                    |          | |
| 29. August 1970                                                              | Konstanz                            | Martin Katschker                   | 17       | [ 46 ] |
| 5. November 1972                                                             | Niederthann                         | Anka Denisov                       | 18       | [ 47 ] |
| 31. Mai 1973                                                                 | Heidelberg                          | Anton Lehmann                      | 53       | [ 39 ] |
| 21. Mai 1974                                                                 | Norderstedt                         | Neset Danis                        | 30       | [ 48 ] |
| 8. Mai 1979                                                                  | Hagen                               | Karl Mettbach                      | 53       | [ 39 ] |
| 12. August 1979                                                              | Merseburg                           | Delfin Guerra                      | 18       | [ 49 ] |
| 12. August 1979                                                              | Merseburg                           | Raul Garcia Paret                  | 21       | [ 49 ] |
| 24. Dezember 1979                                                            | Berlin                              | Rudi Dutschke                      | 39       | [ 50 ] [ 51 ] |
| 5. Januar 1980                                                               | Berlin                              | Celalettin Kesim                   | 36       | [ 52 ] |
| Mordanschlag von Hamburg-Billbrook                                           |                                     |                                    |          | |
| 23. August 1980                                                              | Hamburg-Billbrook                   | Nguyen Ngoc Chau                   | 22       | [ 53 ] [ 54 ] |
| 25. August 1980                                                              | Hamburg-Billbrook                   | Do Anh Lan                         | 18       | [ 53 ] [ 54 ] |
| Oktoberfestattentat                                                          |                                     |                                    |          | |
| 26. September 1980                                                           | München                             | Gabriele Deutsch                   | 17       | [ 55 ] |
| 26. September 1980                                                           | München                             | Robert Gmeinwieser                 | 17       | [ 55 ] |
| 26. September 1980                                                           | München                             | Axel Hirsch                        | 23       | [ 55 ] |
| 26. September 1980                                                           | München                             | Markus Hölzl                       | 44       | [ 55 ] |
| 26. September 1980                                                           | München                             | Paul Lux                           | 52       | [ 55 ] |
| 26. September 1980                                                           | München                             | Ignatz Platzer                     | 6        | [ 55 ] |
| 26. September 1980                                                           | München                             | Ilona Platzer                      | 8        | [ 55 ] |
| 26. September 1980                                                           | München                             | Franz Schiele                      | 33       | [ 55 ] |
| 26. September 1980                                                           | München                             | Angela Schüttrigkeit               | 39       | [ 55 ] |
| 26. September 1980                                                           | München                             | Errol Vere-Hodge                   | 25       | [ 55 ] |
| 26. September 1980                                                           | München                             | Ernst Vestner                      | 30       | [ 55 ] |
| 26. September 1980                                                           | München                             | Beate Werner                       | 11       | [ 55 ] |
| Erlanger Doppelmord                                                          |                                     |                                    |          | |
| 19. Dezember 1980                                                            | Erlangen                            | Shlomo Lewin                       | 69       | [ 56 ] [ 57 ] |
| 19. Dezember 1980                                                            | Erlangen                            | Frida Poeschke                     | 57       | [ 56 ] [ 57 ] |
|                                                                              |                                     |                                    |          | |
| 1. Januar 1981                                                               | Gündelbach                          | Sydi Battal Koparan                | 44/45    | [ 58 ] [ 57 ] |
| 29. Mai 1981                                                                 | Hamburg                             | Johannes Bügner                    | 26       | [ 59 ] [ 60 ] |
| Mai 1982                                                                     | Hannover-Garbsen                    | Inder                              |          | [ 61 ] |
| 22. Juni 1982                                                                | Norderstedt                         | Tevfik Gürel                       | 26       | [ 62 ] |
| Nürnberger Diskothekmorde                                                    |                                     |                                    |          | |
| 24. Juni 1982                                                                | Nürnberg                            | William Schenck                    | 24       | [ 63 ] [ 60 ] |
| 24. Juni 1982                                                                | Nürnberg                            | Rufus Surles                       | 27       | [ 63 ] [ 60 ] |
| 24. Juni 1982                                                                | Nürnberg                            | Mohamed Ehap                       | 21       | [ 63 ] [ 60 ] |
|                                                                              |                                     |                                    |          | |
| 17. Oktober 1982                                                             | Hamburg                             | Adrian Maleika                     | 16       | [ 64 ] |
| 27. April 1984                                                               | München                             | Corinna Tartarotti                 | 20       | [ 65 ] [ 60 ] |
| Brandanschlag in Duisburg-Wanheimerort 1984                                  |                                     |                                    |          | |
| 26. August 1984                                                              | Duisburg                            | Döndü Satir                        | 40       | [ 66 ] |
| 26. August 1984                                                              | Duisburg                            | Songül Satir                       | 4        | [ 66 ] |
| 26. August 1984                                                              | Duisburg                            | Ümit Satir                         | 5        | [ 66 ] |
| 26. August 1984                                                              | Duisburg                            | Cigdem Satir                       | 7        | [ 66 ] |
| 26. August 1984                                                              | Duisburg                            | Zeliha Turhan                      | 18       | [ 66 ] |
| 26. August 1984                                                              | Duisburg                            | Rasim Turhan                       | 15       | [ 66 ] |
| 26. August 1984                                                              | Duisburg                            | Tarik Turhan                       | 50 Tage  | [ 66 ] |
|                                                                              |                                     |                                    |          | |
| 25. September 1984                                                           | Berlin                              | Fatma E.                           |          | [ 67 ] |
| 24. Juli 1985                                                                | Hamburg-Langenhorn                  | Mehmet Kaymakçı                    | 29       | [ 68 ] [ 60 ] |
| 24. Dezember 1985                                                            | Hamburg-Hohenfelde                  | Ramazan Avci                       | 26       | [ 69 ] [ 70 ] |
| 14. Januar 1986                                                              | Hannover                            | Niels Krückeberg                   | 19       | [ 59 ] |
| 30. Juni 1986                                                                | Borne                               | Antonio Manuelo Diogo              | 23       | [ 71 ] |
| 3. Februar 1987                                                              | Hannover                            | Gerd-Roger Bornemann               | 17       | [ 59 ] |
| 19. August 1987                                                              | Tübingen                            | Kiomars Javadi                     | 21       | [ 72 ] |
| 19. September 1987                                                           | Staßfurt                            | Carlos Conceicao                   | 18       | [ 73 ] |
| Brandanschlag in Schwandorf                                                  |                                     |                                    |          | |
| 17. Dezember 1988                                                            | Schwandorf                          | Osman Can                          | 50       | [ 74 ] [ 70 ] |
| 17. Dezember 1988                                                            | Schwandorf                          | Fatma Can                          | 43       | [ 74 ] [ 70 ] |
| 17. Dezember 1988                                                            | Schwandorf                          | Mehmet Can                         | 12       | [ 74 ] [ 70 ] |
| 17. Dezember 1988                                                            | Schwandorf                          | Jürgen Hübener                     | 47       | [ 74 ] [ 70 ] |
|                                                                              |                                     |                                    |          | |
| 12. Mai 1989                                                                 | Berlin                              | Ufuk Sahin                         | 24       | [ 75 ] [ 76 ] [ 70 ] |
| 27. Juli 1989                                                                | Gelsenkirchen                       | Obdachloser                        |          | [ 77 ] |
| August 1989                                                                  | Lüneburg                            | Birgit Meier                       | 41       | [ 78 ] |
| 1989                                                                         | Essen                               | Frank R.                           | 22       | [ 59 ] |
| 6. März 1990                                                                 | Berlin                              | Mahmud Azhar                       | 40       | 2; |
| 1. Juli 1990                                                                 | Erfurt                              | Heinz Mädel                        | 58       | [ 82 ] [ 83 ] |
| 7. Oktober 1990                                                              | Lübbenau                            | Andrzej Frątczak                   | 36       | 1; 2; |
| 21. Oktober 1990                                                             | Ludwigsburg                         | Eberhard Arnold                    | 23       | 1; |
| 17. November 1990                                                            | Kempten                             | Ercan S.                           | 5        | 2; 5; |
| 6. Dezember 1990                                                             | Eberswalde                          | Amadeu Antonio                     | 28       | 1; 2; |
| 11. Dezember 1990                                                            | Berlin-Lichtenberg                  | Klaus-Dieter Reichert              | 24       | 5; |
| 28. Dezember 1990                                                            | Hachenburg                          | Nihat Yusufoğlu                    | 17       | 1; 2; |
| 1. Januar 1991                                                               | Rosdorf                             | Alexander Selchow                  | 21       | 1; 2; |
| 6. Januar 1991                                                               | Flensburg                           | Lothar Fischer                     | 31       | 1; 2; |
| 24. Februar 1991                                                             | Delitzsch                           | Mann aus Afghanistan               | 31       | [ 99 ] |
| 6. April 1991                                                                | Dresden                             | Jorge Gomondai                     | 28       | 1; 2; |
| 13. April 1991                                                               | Rathenow                            | A. Rustanow                        |          | [ 44 ] [ 91 ] |
| 1. Juni 1991                                                                 | Leipzig                             | Gerhard Sch.                       | 43       | 5; |
| 4. Juni 1991                                                                 | Kästorf (Gifhorn)                   | Helmut Leja                        | 39       | 1; 2; |
| 16. Juni 1991                                                                | Friedrichshafen                     | Agostinho Comboio                  | 34       | 1; 2; |
| 7. Juli 1991                                                                 | Gelnhausen                          | Jonny Braun                        | 54       | [ 106 ] |
| 16. September 1991                                                           | Schwedt                             | Wolfgang Auch                      | 28       | 1; 2; |
| 19. September 1991                                                           | Saarlouis                           | Samuel Kofi Yeboah                 | 27       | 1; 2; |
| 13. November 1991                                                            | Berlin-Charlottenburg               | Mete Ekşi                          | 19       | 2; |
| 3. Dezember 1991                                                             | Hohenselchow                        | Gerd Himmstädt                     | 30       | 1; 2; |
| 10. Dezember 1991                                                            | München                             | Rumäne                             |          | [ 88 ] |
| 12. Dezember 1991                                                            | Meuro                               | Timo Kählke                        | 29       | 1; 2; |
| 1991                                                                         | Berlin-Neukölln                     | Jugoslawe                          |          | [ 115 ] |
| 5. Januar 1992                                                               | Klein-Mutz bei Gransee              | Ingo Ludwig                        | 18       | 2; 5; |
| 5. Januar 1992                                                               | Augsburg                            | Nigerianer                         |          | [ 88 ] |
| 11. Januar 1992                                                              | Hannover                            | Geflüchteter                       |          | [ 117 ] |
| Brandanschlag in Lampertheim                                                 |                                     |                                    |          | |
| 31. Januar 1992                                                              | Lampertheim                         | Mohideen Mohamed Mulatta           | 29       | 1; 2; |
| 31. Januar 1992                                                              | Lampertheim                         | Mohideen Nelofa Zeenai             | 31       | 1; 2; |
| 31. Januar 1992                                                              | Lampertheim                         | Kind aus Sri Lanka                 | 1        | 1; 2; |
|                                                                              |                                     |                                    |          | |
| 23. Februar 1992                                                             | Frankfurt am Main                   | Blanka Zmigrod                     | 68       | 2; 5; |
| 4. März 1992                                                                 | Gifhorn                             | Matthias Knabe                     | 23       | 1; 2; |
| 6. März 1992                                                                 | Reilingen                           | Türke                              |          | [ 87 ] [ 122 ] |
| 11. März 1992                                                                | Schwedt                             | Melanie Harke                      | 13       | [ 123 ] [ 124 ] |
| 15. März 1992                                                                | Saal                                | Dragomir Christinel                | 18       | 1; 2; |
| 19. März 1992                                                                | Flensburg                           | Ingo Finnern                       | 31       | 1; 2; |
| 22. März 1992                                                                | Buxtehude                           | Gustav Schneeclaus                 | 53       | 1; 2; |
| 4. April 1992                                                                | Hörstel                             | Erich Bosse                        | 46       | 1; 2; |
| 24. April 1992                                                               | Berlin-Marzahn                      | Nguyễn Văn Tú                      | 29       | 1; 2; |
| 25. April 1992                                                               | Werder an der Havel                 | Peter Konrad                       | 31       | 5; |
| 11. Mai 1992                                                                 | Magdeburg                           | Torsten Lamprecht                  | 23       | 1; 2; |
| 29. Juni 1992                                                                | Nadrensee                           | Grigore Velcu                      |          | 5; |
| 29. Juni 1992                                                                | Nadrensee                           | Eudache Calderar                   |          | 5; |
| 1. Juli 1992                                                                 | Neuruppin                           | Emil Wendtland                     | 50       | 1; 2; |
| 8. Juli 1992                                                                 | Ostfildern-Kemnat                   | Sadri Berisha                      | 56       | 1; 2; |
| 1. August 1992                                                               | Bad Breisig                         | Dieter Klaus Klein                 | 49       | 1; 2; |
| 3. August 1992                                                               | Stotternheim                        | Ireneusz Szyderski                 | 24       | 1; 2; |
| 24. August 1992                                                              | Koblenz                             | Frank Bönisch                      | 35       | 1; 2; |
| 29. August 1992                                                              | Berlin                              | Vietnamese                         | 29       | [ 115 ] |
| 5. September 1992                                                            | Berlin-Charlottenburg               | Günter Schwannecke                 | 58       | 1; 2; |
| 19. Oktober 1992                                                             | Berlin                              | Peruaner                           | 37       | [ 115 ] |
| 23. Oktober 1992                                                             | Frankfurt (Oder)                    | Nigerianer                         |          | [ 144 ] |
| 24. Oktober 1992                                                             | Geierswalde                         | Waltraud Scheffler                 | 44       | 1; 2; |
| November 1992                                                                | Königs Wusterhausen                 | Antifaschist                       |          | [ 144 ] |
| November 1992                                                                | Königs Wusterhausen                 | Antifaschist                       |          | [ 144 ] |
| 7. November 1992                                                             | Lehnin                              | Rolf Schulze                       | 52       | 1; 2; |
| 13. November 1992                                                            | Wuppertal                           | Karl-Hans Rohn                     | 53       | 1; 2; |
| 21. November 1992                                                            | Wülfrath                            | Alfred Salomon                     | 92       | 2; |
| 21. November 1992                                                            | Berlin-Friedrichshain               | Silvio Meier                       | 27       | 1; 2; |
| Mordanschlag von Mölln                                                       |                                     |                                    |          | |
| 23. November 1992                                                            | Mölln                               | Bahide Arslan                      | 51       | 1; 2; |
| 23. November 1992                                                            | Mölln                               | Yeliz Arslan                       | 10       | 1; 2; |
| 23. November 1992                                                            | Mölln                               | Ayşe Yılmaz                        | 14       | 1; 2; |
|                                                                              |                                     |                                    |          | |
| 6. Dezember 1992                                                             | Jänschwalde                         | Kroate                             |          | [ 144 ] [ 122 ] |
| 15. Dezember 1992                                                            | Weidenau (Siegen)                   | Bruno Kappi                        | 55       | 2; 5; |
| 15. Dezember 1992                                                            | Gießen                              | Behinderter                        |          | [ 106 ] |
| 17. Dezember 1992                                                            | Berlin-Mitte                        | Gamal Hegab                        | 35       | 5; |
| 18. Dezember 1992                                                            | Oranienburg                         | Hans-Jochen Lommatzsch             | 55       | 5; |
| 27. Dezember 1992                                                            | Meerbusch                           | Sahin Calisir                      | 20       | 1; 2; |
| 7. Januar 1993                                                               | Wetzlar                             | Obdachloser                        |          | [ 106 ] [ 159 ] |
| 15. Januar 1993                                                              | Arnstadt                            | Karl Sidon                         | 45       | 1; 2; |
| 22. Januar 1993                                                              | Staßfurt                            | Rumäne                             | 21       | [ 162 ] |
| 23. Januar 1993                                                              | Freiburg                            | Kerstin Winter                     | 24       | [ 163 ] [ 164 ] |
| 24. Januar 1993                                                              | Schlotheim                          | Mario Jödecke                      | 23       | 2; |
| 3. Februar 1992                                                              | Suhl                                | Olaf H.                            |          | [ 166 ] |
| 22. Februar 1992                                                             | Hangelsberg                         | Mabiala Mavinga                    |          | [ 144 ] |
| 25. Februar 1993                                                             | Hoyerswerda                         | Mike Zerna                         | 22       | 1; 2; |
| 9. März 1993                                                                 | Mülheim/Ruhr                        | Mustafa Demiral                    | 56       | 1; 2; |
| 12. März 1993                                                                | Uelzen                              | Hans-Peter Zarse                   | 18       | 1; 2; |
| 29. März 1993                                                                | Bad Segeberg                        | Friedrich Maßling                  | 58       | 1; 2; |
| 26./27. April 1993                                                           | Obhausen                            | Matthias Lüders                    | 23       | 1; 2; |
| 29. April 1993                                                               | Sondershausen                       | Sandro Beyer                       | 15       | 5; |
| 1. Mai 1993                                                                  | Berlin                              | Yilma Wondwossen B.                | 31       | [ 151 ] |
| 20. Mai 1993                                                                 | Coburg                              | Mann                               |          | [ 88 ] |
| 21. Mai 1993                                                                 | Göttingen                           | Bundeswehrsoldat                   | 20       | [ 117 ] |
| 26. Mai 1993                                                                 | Waldeck (Mittenwalde)               | Jeff Dominiak                      | 25       | 1; 2; |
| Brandanschlag von Solingen                                                   |                                     |                                    |          | |
| 29. Mai 1993                                                                 | Solingen                            | Gürsün Ince                        | 27       | 1; 2; |
| 29. Mai 1993                                                                 | Solingen                            | Hatice Genc                        | 18       | 1; 2; |
| 29. Mai 1993                                                                 | Solingen                            | Hülya Genc                         | 9        | 1; 2; |
| 29. Mai 1993                                                                 | Solingen                            | Saime Genc                         | 4        | 1; 2; |
| 29. Mai 1993                                                                 | Solingen                            | Gülüstan Öztürk                    | 12       | 1; 2; |
|                                                                              |                                     |                                    |          | |
| Juni 1993                                                                    | Oranienburg                         | Bernd Z.                           | 29       | [ 176 ] [ 177 ] |
| 5. Juni 1993                                                                 | Fürstenwalde                        | Horst Hennersdorf                  | 37       | 1; 2; |
| 10. Juni 1993                                                                | Dresden                             | Mosambikaner                       |          | [ 99 ] |
| Brand in Obdachlosen- und Ausländerheim Siegburg                             |                                     |                                    |          | |
| 15. Juni 1993                                                                | Siegburg                            | Bewohnerin                         | 33       | [ 179 ] [ 180 ] |
| 15. Juni 1993                                                                | Siegburg                            | Bewohnerin                         | 50       | [ 179 ] [ 180 ] |
| 15. Juni 1993                                                                | Siegburg                            | Bewohner                           | 42       | [ 179 ] [ 180 ] |
| 15. Juni 1993                                                                | Siegburg                            | Mädchen                            | 10       | [ 179 ] [ 180 ] |
| 15. Juni 1993                                                                | Siegburg                            | Junge                              | 12       | [ 179 ] [ 180 ] |
|                                                                              |                                     |                                    |          | |
| 17. Juni 1993                                                                | Dülmen                              | Abdi Atalan                        | 41       | [ 170 ] |
| 20. Juni 1993                                                                | Berlin-Tempelhof                    | Hung Va Quang                      | 26       | [ 151 ] |
| 21. Juni 1993                                                                | Berlin-Kreuzberg                    | Angela S.                          | 29       | 2; 5; |
| 21. Juni 1993                                                                | Berlin-Kreuzberg                    | Dario S.                           | 2        | 2; 5; |
| 28. Juni 1993                                                                | Mühlhausen                          | Rumäne                             | 26       | [ 166 ] |
| 16. Juli 1993                                                                | Marl                                | Obdachloser                        | 33       | 1; |
| 28. Juli 1993                                                                | Strausberg                          | Hans-Georg Jakobson                | 35       | 1; 2; |
| 1. August 1993                                                               | Uelzen                              | Schüler                            | 16       | [ 117 ] |
| 19. September 1993                                                           | Werneuchen bei Bernau               | Horst T.                           | 51       | [ 183 ] |
| Oktober 1993                                                                 | Marl                                | Obdachloser                        | 33       | 2; |
| 5. Oktober 1993                                                              | Bad Wildungen                       | Mann aus Sri Lanka                 |          | [ 106 ] |
| 5. Oktober 1993                                                              | Bad Wildungen                       | seine deutsche Ehefrau             |          | [ 106 ] |
| 5. Oktober 1993                                                              | Bad Wildungen                       | Kind der beiden                    |          | [ 106 ] |
| 10. Oktober 1993                                                             | Düsseldorf                          | obdachloser Türke                  |          | [ 185 ] |
| 7. Dezember 1993                                                             | Hamburg-Buchholz                    | Bakary Singateh (Kolong Jamba)     | 19       | 1; 2; |
| 25. Dezember 1993                                                            | Kaltenkirchen                       | Türke                              |          | [ 171 ] |
| 26. Januar 1994                                                              | Köln                                | Jasminka Jovanović                 | 12       | 5; |
| 26. Januar 1994                                                              | Köln                                | Raina Jovanović                    | 62       | 5; |
| 1. Februar 1994                                                              | deutsches Frachtschiff              | Mann aus Zaire                     |          | [ 189 ] |
| 3. Februar 1994                                                              | Berlin                              | Horst Scharlach                    | 60       | [ 151 ] |
| 4. Februar 1994                                                              | Berlin-Weißensee                    | Wolfgang O.                        | 46       | [ 151 ] |
| 11. Februar 1994                                                             | Hamburg-Neugraben                   | Obdachloser                        |          | [ 120 ] |
| 18. Februar 1994                                                             | Darmstadt                           | Ali Bayram                         | 50       | 2; 5; |
| Brandanschlag in Stuttgart                                                   |                                     |                                    |          | |
| 16. März 1994                                                                | Stuttgart-Mitte                     | Ante B.                            | 60       | 5; |
| 16. März 1994                                                                | Stuttgart                           | Ljuba B.                           | 55       | 5; |
| 16. März 1994                                                                | Stuttgart                           | Zuzanna M.                         | 57       | 5; |
| 16. März 1994                                                                | Stuttgart                           | Athina S.                          | 24       | 5; |
| 16. März 1994                                                                | Stuttgart                           | Kristina S.                        | 2        | 5; |
| 16. März 1994                                                                | Stuttgart                           | Nebahat S.                         | 27       | 5; |
| 16. März 1994                                                                | Stuttgart                           | Aynül S.                           | 4        | 5; |
|                                                                              |                                     |                                    |          | |
| 20. April 1994                                                               | Gieboldehausen                      | Albaner                            | 40       | [ 131 ] |
| 29. April 1994                                                               | Göttingen                           | Türkin                             |          | [ 131 ] |
| 5. Mai 1994                                                                  | Quedlinburg                         | Eberhart Tennstedt                 | 43       | 1; 2; |
| 28. Mai 1994                                                                 | Leipzig                             | Klaus R.                           | 43       | 1; 2; |
| 15. Juni 1994                                                                | Kyritz                              | Rumäne                             | 19       | [ 144 ] |
| 22. Juni 1994                                                                | Bochum                              | Esam Chandin                       | 9        | [ 195 ] |
| Juni 1994                                                                    | Bochum                              | Mohamed Badaoui                    |          | [ 196 ] |
| 1. Juli 1994                                                                 | Hannover                            | Halim Dener                        | 17       | [ 197 ] |
| 20. Juli 1994                                                                | Berlin-Lichtenberg                  | Vietnamese                         |          | [ 85 ] |
| 23. Juli 1994                                                                | Berlin-Reinickendorf                | Beate Fischer                      | 32       | 1; 2; |
| 26. Juli 1994                                                                | Berlin                              | Jan Wnenczak                       | 45       | 1; 2; |
| 3. August 1994                                                               | Leipzig                             | Vietnamese                         | 33       | [ 99 ] |
| 6. August 1994                                                               | Velten                              | Gunter Marx                        | 42       | 2; 5; |
| 27. August 1994                                                              | Berlin                              | Obdachloser                        | 43       | [ 85 ] |
| 30. August 1994                                                              | Frankfurt am Main                   | Kola Bankole                       | 30       | [ 120 ] |
| 27. September 1994                                                           | Magdeburg                           | Farid Boukhit                      | 30       | [ 202 ] [ 193 ] |
| 28. September 1994                                                           | Herford                             | Burkujie Haliti                    | 23       | [ 188 ] |
| 28. September 1994                                                           | Herford                             | Navgim Haliti                      | 11       | [ 188 ] |
| 30. September 1994                                                           | Völklingen                          | Geflüchteter                       |          | [ 203 ] |
| 30. September 1994                                                           | Völklingen                          | Geflüchteter                       |          | [ 203 ] |
| 14. Oktober 1994                                                             | Paderborn                           | Alexandra Rousi                    | 62       | 1; 2; |
| 6. November 1994                                                             | Rotenburg an der Fulda              | Piotr Kania                        | 18       | 2; 5; |
| 20. November 1994                                                            | Zittau                              | Michael Gäbler                     | 18       | 2; 5; |
| 24. Dezember 1994                                                            | Sengental-Reichertshofen            | Türke                              | 38       | [ 81 ] |
| 24. Dezember 1994                                                            | Sengental-Reichertshofen            | Türkisches Kind                    | 5        | [ 81 ] |
| 4. Januar 1995                                                               | Zell                                | Kosovo-Albanerin                   | 2        | [ 164 ] |
| 4. Januar 1995                                                               | Zell                                | Kosovo-Albanerin                   | 4        | [ 164 ] |
| Brandanschlag auf Wohncontainer in Wedemark-Mellendorf                       |                                     |                                    |          | |
| 8. Januar 1995                                                               | Wedemark-Mellendorf                 | Serbin                             |          | [ 131 ] |
| 8. Januar 1995                                                               | Wedemark-Mellendorf                 | Kind der Serbin                    |          | [ 131 ] |
| 8. Januar 1995                                                               | Wedemark-Mellendorf                 | Kind der Serbin                    |          | [ 131 ] |
| 8. Januar 1995                                                               | Wedemark-Mellendorf                 | Kind der Serbin                    |          | [ 131 ] |
|                                                                              |                                     |                                    |          | |
| 5. Februar 1995                                                              | Velbert                             | Horst Pulter                       | 65       | 1; 2; |
| 23. Februar 1995                                                             | Hennigsdorf                         | Guido Zeidler                      | 20       | [ 183 ] [ 177 ] |
| 4. Juni 1995                                                                 | Hohenstein-Ernstthal                | Peter T.                           | 24       | 1; 2; |
| 16. Juli 1995                                                                | Altena                              | Dagmar Kohlmann                    | 25       | 1; 2; |
| 29. August 1995                                                              | Ulm                                 | Mann aus Ghana                     |          | [ 164 ] |
| 29. August 1995                                                              | Ulm                                 | Mann aus Tschad                    |          | [ 164 ] |
| 5. September 1995                                                            | Lübeck                              | Türkin                             |          | [ 171 ] |
| 5. September 1995                                                            | Lübeck                              | Deutscher                          |          | [ 171 ] |
| 7. September 1995                                                            | Amberg                              | Klaus Peter Beer                   | 48       | 1; 2; |
| 15. Oktober 1995                                                             | Karlsruhe                           | Türke                              |          | [ 215 ] |
| 15. Oktober 1995                                                             | Karlsruhe                           | Türke                              |          | [ 215 ] |
| 15. Oktober 1995                                                             | Karlsruhe                           | Türkin                             |          | [ 215 ] |
| November 1995                                                                | Dresden                             | Michael Silbermann                 | 22       | 5; |
| November 1995                                                                | Dresden                             | Sven Silbermann                    | 24       | 5; |
| 17. Dezember 1995                                                            | Leipzig-Großzschocher               | Gerhard Helmut B.                  | 19       | 5; |
| 18. Dezember 1995                                                            | Oelde                               | Sanjib Kumar Shrestha              | 21       | 5; |
| 22. Dezember 1995                                                            | Grimma                              | Mario L.                           | 15       | [ 44 ] [ 216 ] |
| 24. Dezember 1995                                                            | Bergkamen                           | 3 Kinder in Ausländerwohnheim      |          | [ 185 ] |
| 30. Dezember 1995                                                            | Leipzig-Grünau                      | Horst K.                           | 43       | 5; |
| 1995                                                                         | Duisburg-Friemersheim               | Afrikaner                          |          | [ 185 ] |
| 1995                                                                         | Emmerich                            | Afrikaner                          |          | [ 185 ] |
| Lübecker Brandanschlag                                                       |                                     |                                    |          | |
| 18. Januar 1996                                                              | Lübeck                              | Monica Maiamba Bunga               | 27       | 2; 5; |
| 18. Januar 1996                                                              | Lübeck                              | Nsuzana Bunga                      | 7        | 2; 5; |
| 18. Januar 1996                                                              | Lübeck                              | Françoise Makodila Landu           | 32       | 2; 5; |
| 18. Januar 1996                                                              | Lübeck                              | Miya Makodila                      | 14       | 2; 5; |
| 18. Januar 1996                                                              | Lübeck                              | Christine Makodila                 | 17       | 2; 5; |
| 18. Januar 1996                                                              | Lübeck                              | Christelle Makodila Nsimba         | 8        | 2; 5; |
| 18. Januar 1996                                                              | Lübeck                              | Legrand Makodila Mbongo            | 5        | 2; 5; |
| 18. Januar 1996                                                              | Lübeck                              | Jean-Daniel Makodila Kosi          | 3        | 2; 5; |
| 18. Januar 1996                                                              | Lübeck                              | Rabia El Omari                     | 17       | 2; 5; |
| 18. Januar 1996                                                              | Lübeck                              | Sylvio Bruno Comlan Amoussou       | 27       | 2; 5; |
|                                                                              |                                     |                                    |          | |
| 3. Februar 1996                                                              | Bergisch Gladbach                   | Patricia Wright                    | 23       | 1; 2; |
| 20. Februar 1996                                                             | Brandenburg an der Havel            | Sven Beuter                        | 23       | 1; 2; |
| 7. März 1996                                                                 | Bremen                              | Reinhard Wojciechowski             | 47       | [ 222 ] |
| 15. März 1996                                                                | Dorsten-Rhade                       | Martin Kemming                     | 26       | 1; 2; |
| 8. Mai 1996                                                                  | Leipzig                             | Bernd Grigol                       | 43       | 1; 2; |
| Juni 1996                                                                    | Lübeck                              | Student                            |          | [ 171 ] |
| 13. Juli 1996                                                                | Wolgast                             | Boris Morawek                      | 26       | 1; 2; |
| 19. Juli 1996                                                                | Eppingen                            | Werner Weickum                     | 44       | 1; 2; |
| 1. August 1996                                                               | Eisenhüttenstadt                    | Andreas Götz                       | 36       | 1; |
| 7. September 1996                                                            | Parchim                             | André Teranski                     | 21       | [ 229 ] |
| 23. Oktober 1996                                                             | Leipzig                             | Achmed Bachir                      | 30       | 1; 2; |
| 28. November 1996                                                            | Usedom                              | Olaf Jeschke                       | 44       | [ 229 ] |
| 1996                                                                         | Menden-Lendrigsen                   | Ukrainer                           | 36       | [ 185 ] |
| 1. Januar 1997                                                               | Greifswald                          | Horst Diedrich                     | 57       | 5; |
| 24. Januar 1997                                                              | Magdeburg                           | Obdachloser                        |          | [ 98 ] |
| 8. Februar 1997                                                              | Magdeburg                           | Frank Böttcher                     | 17       | 1; 2; |
| 13. Februar 1997                                                             | Caputh                              | Antonio Melis                      | 37       | 1; 2; |
| 23. Februar 1997                                                             | Autobahnparkplatz Roseburg, Hornbek | Stefan Grage                       | 33       | 1; 2; |
| 17. April 1997                                                               | Berlin-Treptow                      | Olaf Schmidke                      | 26       | 1; 2; |
| 17. April 1997                                                               | Berlin-Treptow                      | Chris Danneil                      | 31       | 1; 2; |
| 22. April 1997                                                               | Sassnitz                            | Horst Gens                         | 50       | 1; 2; |
| 30. April 1997                                                               | Fredersdorf-Vogelsdorf              | Phan Van Toan                      | 42       | 1; 2; |
| 8. Mai 1997                                                                  | Königs Wusterhausen                 | Augustin Blotzki                   | 59       | 1; 2; |
| Juni 1997                                                                    | Leipzig                             | Geflüchteter Algerier              | 40       | [ 44 ] |
| 4. Juni 1997                                                                 | Friedrichshafen/Bodensee            | Bektas Heval                       | 26       | [ 241 ] [ 215 ] |
| 23. August 1997                                                              | Potzlow                             | Sozialarbeiter                     | 45       | [ 96 ] |
| 4. September 1997                                                            | Nordhausen                          | Rolf Baginski                      | 55       | 1; 2; |
| 23. September 1997                                                           | Cottbus                             | Mathias Scheydt                    | 39       | 1; 2; |
| 27. September 1997                                                           | Cottbus                             | Georg Jürgen Uhl                   | 49       | 2; 5; |
| 17. Oktober 1997                                                             | Bochum                              | Josef Anton Gera                   | 59       | 1; 2; |
| 17. November 1997                                                            | Anklam                              | Horst Meyer                        | 61       | 5; |
| 26. März 1998                                                                | Saalfeld/Saale                      | Jana Georgi                        | 14       | 1; 2; |
| 30. August 1998                                                              | Angermünde                          | Ernst Fisk                         | 59       | 1; 2; |
| 3. Dezember 1998                                                             | Berlin-Schöneberg                   | Bewohner von Obdachlosenheim       |          | [ 85 ] |
| 29. Dezember 1998                                                            | Markkleeberg-Gaschwitz              | Nuno Lourenço                      | 49       | 1; 2; |
| Februar 1999                                                                 | Bestensee-Pätz                      | Heimbewohner                       |          | [ 222 ] |
| Februar 1999                                                                 | Bestensee-Pätz                      | Heimbewohner                       |          | [ 222 ] |
| 13. Februar 1999                                                             | Guben                               | Farid Guendoul                     | 28       | 1; 2; |
| 17. März 1999                                                                | Duisburg-Walsum                     | Egon Effertz                       | 58       | 1; 2; |
| 28. Mai 1999                                                                 | Frankfurt am Main                   | Aamir Ageeb                        | 31       | [ 196 ] [ 207 ] |
| 1. Juli 1999                                                                 | Köln                                | Erol Ispir                         | 33       | [ 251 ] [ 252 ] |
| 10. August 1999                                                              | Eschede                             | Peter Deutschmann                  | 44       | 1; 2; |
| 15. August 1999                                                              | Kolbermoor                          | Carlos Fernando                    | 35       | 1; 2; |
| 3. Oktober 1999                                                              | Hohenstein-Ernstthal                | Patrick Thürmer                    | 17       | 1; 2; |
| 6. Oktober 1999                                                              | Berlin-Lichtenberg                  | Kurt Schneider                     | 38       | 1; 2; |
| 8. Oktober 1999                                                              | Löbejün                             | Hans-Werner Gärtner                | 37       | 1; 2; |
| Amoklauf von Bad Reichenhall                                                 |                                     |                                    |          | |
| 1. November 1999                                                             | Bad Reichenhall                     | Karl-Heinz Lietz                   | 54       | 1; 2; |
| 1. November 1999                                                             | Bad Reichenhall                     | Daniela Peyerl                     | 18       | 1; 2; |
| 1. November 1999                                                             | Bad Reichenhall                     | Horst Zillenbiller                 | 60       | 1; 2; |
| 1. November 1999                                                             | Bad Reichenhall                     | Ruth Zillenbiller                  | 59       | 1; 2; |
|                                                                              |                                     |                                    |          | |
| 29. Dezember 1999                                                            | Halle-Neustadt                      | Jörg Danek                         | 38/39    | 1; 2; |
| 31. Januar 2000                                                              | Weißwasser                          | Bernd Schmidt                      | 52       | 1; 2; |
| 17. März 2000                                                                | Berlin-Wedding                      | Jugosloven (Slovo) Ignjatovic      | 51       | 5; |
| 1. April 2000                                                                | Güstrow                             | Rainer Gerecke                     | 49       | [ 229 ] |
| 29. April 2000                                                               | Halberstadt                         | Helmut Sackers                     | 60       | 1; 2; |
| 24. Mai 2000                                                                 | Berlin-Buch                         | Dieter Eich                        | 60       | 1; 2; |
| 31. Mai 2000                                                                 | Eberswalde                          | Falko Lüdtke                       | 22       | 1; 2; |
| 14. Juni 2000                                                                | Dessau                              | Alberto Adriano                    | 39       | 1; 2; |
| Polizistenmorde von Dortmund und Waltrop                                     |                                     |                                    |          | |
| 14. Juni 2000                                                                | Dortmund                            | Thomas Goretzky                    | 35       | 1; 2; |
| 14. Juni 2000                                                                | Waltrop                             | Yvonne Hachtkemper                 | 34       | 1; 2; |
| 14. Juni 2000                                                                | Waltrop                             | Matthias Larisch von Woitowitz     | 34       | 1; 2; |
|                                                                              |                                     |                                    |          | |
| 24. Juni 2000                                                                | Greifswald                          | Klaus-Dieter Gerecke               | 47       | 1; 2; |
| 9. Juli 2000                                                                 | Wismar                              | Jürgen Seifert                     | 52       | 1; 2; |
| 24. Juli 2000                                                                | Ahlbeck                             | Norbert Plath                      | 51       | 1; 2; |
| 27. Juli 2000                                                                | Düsseldorf-Wehrhahn                 | ungeborenes Kind                   |          | 2; |
| 15. August 2000                                                              | Greifswald                          | Jana Gundula Klein                 | 24       | 5; |
| 19. August 2000                                                              | Neubrandenburg                      | Toni Beustier                      | 15       | [ 229 ] |
| 11. September 2000                                                           | Nürnberg                            | Enver Şimşek                       | 38       | 1; 2; |
| 13. September 2000                                                           | Schleswig                           | Malte Lerch                        | 45       | 1; 2; |
| 5. Oktober 2000                                                              | Freiberg                            | Obdachloser                        |          | [ 135 ] |
| 8. Oktober 2000                                                              | Neu-Isenburg                        | Aysel Özer                         | 22       | [ 207 ] |
| 8. Oktober 2000                                                              | Neu-Isenburg                        | Seydi Vakkas Özer                  | 47       | [ 207 ] |
| 4. November 2000                                                             | Belzig                              | Belaid Baylal                      | 42       | 1; 2; |
| 25. November 2000                                                            | Greifswald                          | Eckhardt Rütz                      | 42       | 1; 2; |
| 26. März 2001                                                                | Grimmen                             | Fred Blank                         | 51       | 2; 5; |
| 28. März 2001                                                                | Milzau                              | Willi Worg                         | 38       | 1; 2; |
| 22. April 2001                                                               | Jarmen                              | Mohammed Belhadj                   | 31       | 1; 2; |
| 24. Mai 2001                                                                 | Bad Blankenburg                     | Axel Urbanietz                     | 27       | 2; 5; |
| 13. Juni 2001                                                                | Nürnberg                            | Abdurrahim Özüdoğru                | 49       | 1; 2; |
| 27. Juni 2001                                                                | Hamburg-Bahrenfeld                  | Süleyman Taşköprü                  | 31       | 1; 2; |
| 6. Juli 2001                                                                 | Witten                              | Frank H.                           | 33       | [ 274 ] |
| 9. August 2001                                                               | Wittenberge                         | Klaus-Dieter Harms                 | 61       | 1; 2; |
| 9. August 2001                                                               | Dahlewitz                           | Dieter Manzke                      | 61       | 1; 2; |
| 17. August 2001                                                              | Fulda                               | Dorit Botts                        | 54       | 1; 2; |
| 29. August 2001                                                              | München                             | Habil Kılıç                        | 38       | 1; 2; |
| 9. September 2001                                                            | Bräunlingen                         | Arthur Lampel                      | 18       | 2; 5; |
| 9. September 2001                                                            | Walow-Strietfeld                    | Yvonne Polzin                      | 31       | [ 295 ] |
| 5. November 2001                                                             | Berlin-Hellersdorf                  | Ingo Binsch                        | 36       | 1; 2; |
| 15. Mai 2002                                                                 | Neubrandenburg                      | Klaus Dieter Lehmann               | 19       | 2; 5; |
| 23. Mai 2002                                                                 | Wittstock                           | Kajrat Batesov                     | 24       | 1; 2; |
| 1. Juni 2002                                                                 | Neu Mahlisch                        | Ronald Masch                       | 29       | 2; 5; |
| 30. Juni 2002                                                                | Wurzen                              | Christa G.                         | 64       | 5; |
| 13. Juli 2002                                                                | Potzlow                             | Marinus Schöberl                   | 16       | 1; 2; |
| 10. August 2002                                                              | Sulzbach                            | Ahmet Sarlak                       | 19       | 1; 2; |
| 27. November 2002                                                            | Altdorf                             | Zygmunt Rudnicha                   | 53       | [ 306 ] [ 307 ] |
| 7. Dezember 2002                                                             | Freienlande                         | Wolfgang Hühr                      | 35       | [ 96 ] |
| 25. Januar 2003                                                              | Erfurt                              | Hartmut Balzke                     | 48       | 1; 2; |
| 21. März 2003                                                                | Naumburg                            | Andreas Oertel                     | 40       | 1; 2; |
| 27. März 2003                                                                | Wiesbaden                           | Jeremiah Duggan                    | 22       | 2; |
| 29. März 2003                                                                | Frankfurt (Oder)                    | Enrico Schreiber                   | 25       | 1; 2; |
| 22. April 2003                                                               | Riesa                               | Günter T.                          | 35       | 2; 5; |
| 10. Juli 2003                                                                | Scharnebeck                         | Gerhard Fischhöder                 | 49       | 1; 2; |
| 4. Oktober 2003                                                              | Leipzig                             | Thomas K.                          | 16       | 1; 2; |
| Morde in Overath                                                             |                                     |                                    |          | |
| 7. Oktober 2003                                                              | Overath                             | Hartmut Nickel                     | 61       | 1; 2; |
| 7. Oktober 2003                                                              | Overath                             | Alja Nickel                        | 26       | 1; 2; |
| 7. Oktober 2003                                                              | Overath                             | Mechthild Bucksteeg                | 53       | 1; 2; |
| Brandanschlag in Kandel (Pfalz)                                              |                                     |                                    |          | |
| 6. Dezember 2003                                                             | Kandel                              | Petros C.                          | 22       | 2; 5; |
| 6. Dezember 2003                                                             | Kandel                              | Stefanos C.                        | 23       | 2; 5; |
| Heidenheimer Diskothekenmorde                                                |                                     |                                    |          | |
| 19. Dezember 2003                                                            | Heidenheim                          | Viktor Filimonov                   | 15       | 1; 2; |
| 19. Dezember 2003                                                            | Heidenheim                          | Waldemar Ickert                    | 16       | 1; 2; |
| 19. Dezember 2003                                                            | Heidenheim                          | Aleksander Schleicher              | 17       | 1; 2; |
|                                                                              |                                     |                                    |          | |
| 20. Januar 2004                                                              | Gera/Bieblach-Ost                   | Oleg Valger                        | 27       | 1; 2; |
| 31. Januar 2004                                                              | Burg                                | Martin Görges                      | 46       | 1; 2; |
| 25. Februar 2004                                                             | Rostock                             | Mehmet Turgut                      | 25       | 1; 2; |
| 5. Juni 2004                                                                 | Güsten                              | Edgar R.                           | 47       | [ 196 ] [ 98 ] |
| Januar 2005                                                                  | Stuttgart                           | behinderter Obdachloser            |          | [ 214 ] |
| 18. Februar 2005                                                             | Magdeburg                           | Obdachloser                        | 51       | [ 98 ] |
| 28. März 2005                                                                | Dortmund                            | Thomas Schulz                      | 32       | 1; 2; |
| 9. Juni 2005                                                                 | Nürnberg                            | İsmail Yaşar                       | 50       | 1; 2; |
| 15. Juni 2005                                                                | München                             | Theodoros Boulgarides              | 41       | 1; 2; |
| 1./3. Juli 2005                                                              | Essen                               | Obdachloser                        | 44       | 2; 5; |
| 26. November 2005                                                            | Bad Buchau                          | Tim Maier                          | 20       | 1; 2; |
| 1. März 2006                                                                 | Rheda-Wiedenbrück                   | Fevzi Ufuk                         | 68       | [ 325 ] |
| 4. April 2006                                                                | Dortmund                            | Mehmet Kubaşık                     | 39       | 1; 2; |
| 6. April 2006                                                                | Kassel                              | Halit Yozgat                       | 21       | 1; 2; |
| 6. Mai 2006                                                                  | Plattling                           | Andreas Pietrzak                   | 41       | 1; 2; |
| 10. Juli 2006                                                                | Cottbus                             | Jürgen G.                          | 51       | [ 304 ] |
| September 2006                                                               | Frankfurt / Oder                    | Hans-Jürgen Sch.                   | 56       | [ 335 ] |
| 1. Januar 2007                                                               | Wismar                              | Andreas F.                         | 30       | 2; |
| 25. April 2007                                                               | Heilbronn                           | Michèle Kiesewetter                | 22       | 1; 2; |
| 14. Juli 2007                                                                | Brinjahe                            | M. S.                              | 17       | 1; 2; |
| 24. Juli 2007                                                                | Blankenburg (Harz)                  | Obdachloser                        | 59       | [ 338 ] |
| 7. September 2007                                                            | Hannover                            | Jenisa Muja                        | 8        | 2; |
| 7. Oktober 2007                                                              | Frankfurt (Oder)                    | Holger Urbaniak                    | 49       | 5; |
| Wohnhausbrand in Ludwigshafen am Rhein                                       |                                     |                                    |          | |
| 3. Februar 2008                                                              | Ludwigshafen                        | Ilyas Calar                        | 2        | [ 340 ] |
| 3. Februar 2008                                                              | Ludwigshafen                        | Kennan Kaplan                      | 2        | [ 340 ] |
| 3. Februar 2008                                                              | Ludwigshafen                        | Kamil Kaplan                       | 3        | [ 340 ] |
| 3. Februar 2008                                                              | Ludwigshafen                        | Karanfil Kaplan                    | 4        | [ 340 ] |
| 3. Februar 2008                                                              | Ludwigshafen                        | Dilara Kaplan                      | 11       | [ 340 ] |
| 3. Februar 2008                                                              | Ludwigshafen                        | Döne Kaplan                        | 21       | [ 340 ] |
| 3. Februar 2008                                                              | Ludwigshafen                        | Hülya Kaplan                       | 31       | [ 340 ] |
| 3. Februar 2008                                                              | Ludwigshafen                        | Medine Kaplan                      | 48       | [ 340 ] |
| 3. Februar 2008                                                              | Ludwigshafen                        | Belma Özkapli                      | 22       | [ 340 ] |
|                                                                              |                                     |                                    |          | |
| 20. Februar 2008                                                             | Leer                                | Bianca B.                          | 27       | [ 341 ] [ 197 ] |
| 26. April 2008                                                               | Memmingen                           | Peter Siebert                      | 40       | 1; 2; |
| 22. Juli 2008                                                                | Templin                             | Bernd Köhler                       | 55       | 1; 2; |
| 1. August 2008                                                               | Dessau                              | Hans-Joachim Sbrzesny              | 50       | 1; 2; |
| 6. August 2008                                                               | Berlin                              | Nguyen Tan Dung                    | 19       | [ 345 ] [ 297 ] |
| 16. August 2008                                                              | Magdeburg                           | Rick Langenstein                   | 20       | 1; 2; |
| 24. August 2008                                                              | Bernburg                            | Marcel Wisser                      | 18       | 1; 2; |
| 6. September 2008                                                            | Leipzig                             | Karl-Heinz Teichmann               | 59       | 1; 2; |
| 17. Januar 2009                                                              | Ilmenau                             | Lars Rehbeil                       | 28       | [ 349 ] [ 350 ] |
| 1. Juli 2009                                                                 | Dresden                             | Marwa El-Sherbini                  | 31       | 1; 2; |
| 3./4. Oktober 2009                                                           | Limburg                             | Andy Schubert                      | 45       | [ 310 ] |
| 14. Mai 2010                                                                 | Hemer                               | Sven M.                            | 27       | 2; 5; |
| 22. Mai 2010                                                                 | Kamp-Lintfort                       | Klaus B.                           | 51       | 5; |
| 24. Oktober 2010                                                             | Leipzig                             | Kamal Kilade                       | 19       | 1; 2; |
| 9. März 2011                                                                 | Wiesbaden                           | Kestutis V.                        |          | [ 310 ] |
| 27. März 2011                                                                | Neuss                               | Duy-Doan Pham                      | 59       | 2; |
| 1. Juni 2011                                                                 | Oschatz                             | André Kleinau                      | 50       | 1; 2; |
| 4. Oktober 2011                                                              | Laichingen                          | Mühittin L.                        | 44       | [ 214 ] |
| 5. April 2012                                                                | Berlin-Neukölln                     | Burak Bektaş                       | 22       | 2; 5; |
| 17. Juni 2012                                                                | Suhl                                | Klaus-Peter Kühn                   | 59       | 1; 2; |
| 30. September 2012                                                           | Butzow                              | Karl Heinz Lieckfeldt              | 59       | 1; 2; |
| 27. Oktober 2012                                                             | Hannover                            | Andrea B.                          | 44       | 1; 2; |
| 17. Juli 2013                                                                | Kaufbeuren                          | Konstantin Moljanov                | 34       | 1; 2; |
| 24. Januar 2014                                                              | Mönchengladbach-Rheindahlen         | Dorothea S.                        |          | [ 44 ] |
| 14. März 2014                                                                | Herford                             | Dano M.                            | 5        | 2; |
| 23. Oktober 2014                                                             | Limburg                             | Charles Werabe                     | 55       | 1; 2; |
| 14. September 2014                                                           | Stralsund                           | Oussame Daniba                     | 21       | [ 229 ] |
| 20. September 2015                                                           | Berlin                              | Luke Holland                       | 31       | 2; 5; |
| 1. Februar 2016                                                              | Berlin-Charlottenburg               | Jim Reeves                         | 47       | 2; |
| Anschlag in München 2016                                                     |                                     |                                    |          | |
| 22. Juli 2016                                                                | München                             | Sevda Dag                          | 45       | 1; 2; |
| 22. Juli 2016                                                                | München                             | Hüseyin Dayicik / Chousein Daitzik | 17       | 1; 2; |
| 22. Juli 2016                                                                | München                             | Selcuk Kilic                       | 15       | 1; 2; |
| 22. Juli 2016                                                                | München                             | Giuliano Josef Kollmann            | 19       | 1; 2; |
| 22. Juli 2016                                                                | München                             | Can Leyla                          | 15       | 1; 2; |
| 22. Juli 2016                                                                | München                             | Janos Roberto Rafael               | 15       | 1; 2; |
| 22. Juli 2016                                                                | München                             | Armela Segashi                     | 14       | 1; 2; |
| 22. Juli 2016                                                                | München                             | Sabine Sulaj                       | 14       | 1; 2; |
| 22. Juli 2016                                                                | München                             | Dijamant Zabergja                  | 20       | 1; 2; |
|                                                                              |                                     |                                    |          | |
| 10. September 2016                                                           | Waldbröl                            | Klaus B.                           | 40       | [ 373 ] [ 356 ] |
| 20. September 2016                                                           | Berlin-Lichtenberg                  | Eugeniu Botnari                    | 34       | 1; 2; |
| 20. Oktober 2016                                                             | Georgensgmünd                       | Daniel Ernst                       | 32       | 1; 2; |
| 13. November 2016                                                            | Köln                                | Sebastian S.                       | 29       | [ 94 ] |
| Dezember 2016                                                                | Gersthofen                          | Beate N.                           | 49       | [ 81 ] |
| Dezember 2016                                                                | Gersthofen                          | Elke W.                            | 50       | [ 81 ] |
| 1. März 2017                                                                 | Döbeln                              | Ruth K.                            | 85       | 1; 2; |
| 18. April 2017                                                               | Cottbus                             | Shaden M.                          | 22       | [ 222 ] |
| 8. Mai 2017                                                                  | Homburg/Saar-Schwarzenacker         | Ramona Sorce                       | 42       | 5; |
| 23. September 2017                                                           | Köln                                | Atilla Özer                        |          | [ 378 ] [ 325 ] |
| 8. Dezember 2017                                                             | Katlenburg-Lindau                   | Christian Sonnemann                | 37       | 1; 2; |
| 5. Februar 2018                                                              | Plauen                              | Deutsche                           | 22       | [ 196 ] [ 379 ] |
| 5. Februar 2018                                                              | Plauen                              | Deutscher                          | 25       | [ 196 ] [ 379 ] |
| 1. April 2018                                                                | Bergisch Gladbach                   | Bilal A.                           | 30       | 5; |
| 17. April 2018                                                               | Neunkirchen-Wiebelskirchen          | Philipp W.                         | 38       | 1; 2; |
| 18. April 2018                                                               | Aue (Sachsen)                       | Christopher W.                     | 27       | 1; 2; |
| 26. April 2019                                                               | Hamburg-Eppendorf                   | William Tonou-Mbobda               | 34       | [ 196 ] [ 288 ] |
| 2. Juni 2019                                                                 | Istha                               | Walter Lübcke                      | 65       | 1; 2; |
| 20. Juli 2019                                                                | Erfurt                              | Sadnia Rachid                      | 32       | [ 350 ] [ 384 ] |
| Anschlag in Halle (Saale) 2019                                               |                                     |                                    |          | |
| 9. Oktober 2019                                                              | Halle (Saale)                       | Jana Lange                         | 40       | 1; 2; |
| 9. Oktober 2019                                                              | Halle (Saale)                       | Kevin Schwarze                     | 20       | 1; 2; |
| Anschlag in Hanau 2020                                                       |                                     |                                    |          | |
| 19. Februar 2020                                                             | Hanau                               | Gökhan Gültekin                    | 37       | 1; 2; |
| 19. Februar 2020                                                             | Hanau                               | Ferhat Unvar                       | 22       | 1; 2; |
| 19. Februar 2020                                                             | Hanau                               | Hamza Kurtović                     | 22       | 1; 2; |
| 19. Februar 2020                                                             | Hanau                               | Mercedes Kierpacz                  | 35       | 1; 2; |
| 19. Februar 2020                                                             | Hanau                               | Sedat Gürbüz                       | 30       | 1; 2; |
| 19. Februar 2020                                                             | Hanau                               | Kalojan Welkow                     | 32       | 1; 2; |
| 19. Februar 2020                                                             | Hanau                               | Vili Viorel Păun                   | 23       | 1; 2; |
| 19. Februar 2020                                                             | Hanau                               | Fatih Saraçoğlu                    | 34       | 1; 2; |
| 19. Februar 2020                                                             | Hanau                               | Said Nessar El Hashemi             | 21       | 1; 2; |
| 19. Februar 2020                                                             | Hanau                               | Gabriele Rathjen                   | 72       | 1; 2; |
|                                                                              |                                     |                                    |          | |
| 12. Februar 2020                                                             | Altenburg                           | Mario K.                           | 52       | 2; |
| 7. April 2020                                                                | Celle                               | Arkan Hussein Khalaf               | 15       | [ 44 ] [ 388 ] |
| 16. Mai 2020                                                                 | Dortmund                            | Ibrahim Demir                      | 41       | [ 389 ] [ 356 ] |
| 14. Juli 2020                                                                | Mahlow                              | Noël Martin                        | 61       | [ 390 ] [ 183 ] |
| 17. August 2020                                                              | Zweibrücken                         | Sascha L.                          | 40       | [ 391 ] |
| Dreifachmord in Dänischenhagen und Kiel 2021                                 |                                     |                                    |          | |
| 19. Mai 2021                                                                 | Dänischenhagen                      | Hanna Fischer                      | 43       | [ 392 ] [ 393 ] |
| 19. Mai 2021                                                                 | Dänischenhagen                      | Tobias Häger                       | 53       | [ 392 ] [ 393 ] |
| 19. Mai 2021                                                                 | Kiel                                | Carsten Büller                     | 52       | [ 392 ] [ 393 ] |
|                                                                              |                                     |                                    |          | |
| 18. September 2021                                                           | Idar-Oberstein                      | Alexander W.                       | 20       | 2; |
| Familienmorde in Königs Wusterhausen-Senzig                                  |                                     |                                    |          | |
| 4. Dezember 2021                                                             | Senzig                              | Linda Richter                      | 40       | 2; |
| 4. Dezember 2021                                                             | Senzig                              | Leni Richter                       | 10       | 2; |
| 4. Dezember 2021                                                             | Senzig                              | Janni Richter                      | 8        | 2; |
| 4. Dezember 2021                                                             | Senzig                              | Rubi Richter                       | 4        | 2; |
|                                                                              |                                     |                                    |          | |
| 24. Januar 2022                                                              | Heidelberg                          | Marie-Luise Jung                   | 23       | [ 396 ] |
| 10. Februar 2023                                                             | Berlin-Französisch Buchholz         | Yazy Almiah                        | 44       | [ 397 ] |
| 23. Dezember 2023                                                            | Rickenbach                          | Mahdi Ben Nacer                    | 38       | [ 398 ] |
| Brandanschlag in Solingen 2024                                               |                                     |                                    |          | |
| 25. März 2024                                                                | Solingen                            | Kancho Zmilov                      | 29       | [ 399 ] |
| 25. März 2024                                                                | Solingen                            | Katya Zmilova                      | 28       | [ 399 ] |
| 25. März 2024                                                                | Solingen                            | Emili Zmilova                      | 2        | [ 399 ] |
| 25. März 2024                                                                | Solingen                            | Galia Zmilova                      | 3 Monate | [ 399 ] |
| Doppelmord in Murnau 2024                                                    |                                     |                                    |          | |
| 28. April 2024                                                               | Murnau                              | Vjacheslav B.                      | 23       | [ 400 ] |
| 28. April 2024                                                               | Murnau                              | Volodymyr K.                       | 36       | [ 400 ] |
| Anschlag auf den Magdeburger Weihnachtsmarkt                                 |                                     |                                    |          | |
| 20. Dezember 2024                                                            | Magdeburg                           | André Gleißner                     | 9        | [ 401 ] |
| 20. Dezember 2024                                                            | Magdeburg                           | Stephanie Engelmann                | 52       | [ 401 ] |
| 20. Dezember 2024                                                            | Magdeburg                           | Franziska K.                       | 45       | [ 401 ] |
| 20. Dezember 2024                                                            | Magdeburg                           | Else Bedau                         | 52       | [ 401 ] |
| 20. Dezember 2024                                                            | Magdeburg                           | Jutta Rohde                        | 67       | [ 401 ] |
| 20. Dezember 2024                                                            | Magdeburg                           | Rita Staab                         | 75       | [ 401 ] |
| Amokfahrt in Mannheim 2025                                                   |                                     |                                    |          | |
| 3. März 2025                                                                 | Mannheim                            | Albert K.                          | 54       | [ 402 ] |
| 3. März 2025                                                                 | Mannheim                            | Frau                               | 83       | [ 402 ] |
|                                                                              |                                     |                                    |          | |
| 3. April 2025                                                                | Wetzlar                             | Marla H.                           | 17       | [ 403 ] [ 404 ] |
| 21. Juni 2025                                                                | Pleinfeld                           | Ricardo M.                         | 15       | [ 405 ] [ 406 ] |
| 4. Juli 2025                                                                 | Arnum                               | Rahma Ayat                         | 17       | } - Celalettin Kesim, † 5. Januar 1980, Berlin - Oktoberfestattentat, 26. September 1980, München - Amadeu Antonio, † 6. Dezember 1990, Eberswalde - Silvio Meier, † 21. November 1992, Berlin - Fünf Opfer, † 29. Mai 1993, Solingen - Kurt Schneider, † 6. Oktober 1999, Berlin-Lichtenberg - Ingo Binsch, † 5. November 2001, Berlin - Dieter Eich, † 24. Mai 2002, Berlin-Buch - Marinus Schöberl, † 23. Juli 2002, Potzlow - Marwa El-Sherbini, † 1. Juli 2009, Dresden In der Bundesrepublik Deutschland gibt es zwar eine staatliche Erinnerungskultur zur NS-Zeit, jedoch kein staatliches Gedenken für die Todesopfer rechtsextremer Gewalt seit 1945. Thomas Billstein stellte dazu fest: „Das Land, das für den faschistischen Terror und den Holocaust Verantwortung trägt, bekundet nur allzu oft, aus dem grausamen Kapitel der Geschichte gelernt zu haben. Nationalismus, Rassismus, Antisemitismus und Antiziganismus – viele möchten diese und andere Formen der gruppenbezogenen Menschenfeindlichkeit in die Geschichtsbücher verbannen und erkennen nicht an, dass dies auch heute noch Tatmotive sind, die immer wieder Todesopfer fordern.“ Meist übernehmen ehrenamtliche Initiativen die Aufgabe des Erinnerns, organisieren Gedenkveranstaltungen für die Todesopfer und klären über ihre Biografien, die Täter, Tatverläufe und rechte Strukturen vor Ort auf. Die Informationen stammen oft aus langjährigen Recherchen einiger weniger Journalisten, Opferverbände und Beratungsstellen. Nach der ersten Opferchronik der Frankfurter Rundschau und des Tagesspiegel erstellten Opferberatungsvereine eine Ausstellung, die 2001 erstmals erschien und seitdem immer wieder ergänzt wurde. Die siebte Fassung von 2017 erinnert an 183 Menschen, die seit Anfang 1990 durch rechte Gewalttaten getötet wurden, und thematisiert auch die anhaltende Verdrängung dieser Gewalt und die Bandbreite gesellschaftlicher Reaktionen darauf: Während einige Taten öffentliche Empörung und politische Kontroversen auslösten, wurden viele andere Opfer nie mit Namen, Fotografien und weiteren Details bekannt gemacht. Die Ausstellung dokumentiert jeden Fall seit 1990, bei dem rechte Motive durch Ermittlungsakten und Medienberichte belegt sind. Zu jeder Person gibt es eine Tafel mit biografischen Angaben, gegebenenfalls einem gerasterten Porträtfoto, und einer Skizze des tödlichen Tatverlaufs auf Deutsch und Englisch. Leere Tafeln am Anfang und Ende verweisen auf Opfer vor 1990 und seit 2017. Drei Spiegeltafeln mit den Aufschriften „Täter?“, „Opfer?“, „Zuschauer?“ laden den Besucher zur Selbstreflexion ein. Zwischen den Tafeln veranschaulichen Urlaubspostkarten von Tätern und Opfern die Spannung zwischen Vielfalt und Offenheit gegenüber Hass und Gewalt. Der Jugendpfarrer Lothar König und seine Junge Gemeinde Jena gestalteten am 10. April 2016 in der Versöhnungskirche (Dachau) einen ökumenischen Gottesdienst zum Gedenken an die 1945 ermordeten Widerstandskämpfer Georg Elser und Dietrich Bonhoeffer und an alle Todesopfer rechtsextremer Gewalt in der Bundesrepublik Deutschland seit 1990. Der Gottesdienst wurde bundesweit beachtet. Thomas Billstein richtete 2018 auf Twitter und Facebook ein regelmäßiges Gedenken an die Todesopfer ein (@OpferNaziGewalt). Daraus entstand bis 2020 das Werk „Kein Vergessen. Todesopfer rechter Gewalt in Deutschland nach 1945“. Beginnend mit dem Jahr 1970, beschreibt es die Biografien von 315 Menschen, von denen 274 nachweislich, 41 wahrscheinlich von Rechtsextremen in Deutschland getötet wurden. Die Biografien und gezeichneten Porträts geben diesen Opfern ein Gesicht, veranschaulichen ihre Lebensziele, Hobbys, Familien, Beziehungen und Gefühle. Zudem dokumentiert das Buch das Versagen der Strafverfolger und Justiz im Umgang mit diesen Verbrechen. Das Buch wurde als „Anklageschrift gegen all diejenigen, die rechte Motive ausklammern, ignorieren, kleinreden und verschweigen“ und als hilfreicher Beitrag zur Debatte um diese Todesopfer rezensiert. Es verdeutliche die kontinuierliche tödliche Gefahr durch die extreme Rechte und könne eine Erforschung von bislang unbekannten Todesfällen sowie die weitere Ergänzung der offiziellen Statistiken um Fälle vor 1990 anregen. Es mache deutlich, „wie wichtig antifaschistische Recherchen und lokale Initiativen aus der Zivilgesellschaft sind, die die Erinnerung an die Todesopfer rechter Gewalt wachhalten“. Aus der Bewegung Black Lives Matter gegen rassistische Polizeigewalt in den USA übernahmen die Angehörigen der Todesopfer des Anschlags in Hanau (19. Februar 2020) die Kampagne Say their Names („Sagt ihre Namen“). Sie gründeten Vereine mit diesem Motto, um an die Ermordeten zu erinnern und vollständige Aufklärung von Staatsbehörden und Politik einzufordern. Unter dem Hashtag #SayTheirNames teilten Menschen 2020 die Namen der zehn in Hanau Ermordeten in sozialen Medien. Viele Initiativen beteiligten sich zum ersten Jahrestag des Anschlags 2021 an Gedenkaktionen. Im Staatstheater Hannover etwa wurden die Namen von 213 Todesopfern rechter Gewalt in eine zentrale Wandfläche im Eingangsbereich eingelassen und am 19. Februar 2021 von Schauspielern öffentlich verlesen. Diese Aktion entstand aus deren Wunsch, rassistische Gewalt nicht nur künstlerisch auf der Bühne zu bearbeiten, sondern auch auf konkrete aktuelle Ereignisse zu reagieren und sie dauerhaft in Erinnerung zu rufen. Die Stadt Hanau eröffnete zum Jahrestag des Anschlags ein Begegnungscafé mit dem Schriftzug #Saytheirnames für die Betroffenen und Angehörigen der Opfer und die Webseite www.hanau-steht-zusammen.de. Sie soll als digitales Denkmal für die Opfer und Informationsbörse zum Schutz vor weiteren Anschlägen dienen. In Rosdorf bei Göttingen errichtete eine Gruppe engagierter Bürger einen Gedenkweg für Alexander Selchow, der in der Neujahrsnacht 1990/1991 von rechtsextremen Jugendlichen getötet wurde, sowie eine Website. |